# Sony BBC Earth
Sony BBC Earth é um canal pago indiano de propriedade da BBC Studios e Sony Pictures Networks. O canal exibe a programação da BBC em inglês, hindi, tamil, e telugu em seus quatro canais de áudio.
Em 6 de março de 2017, após a aprovação regulatória da joint venture entre BBC e Multi Screen Media, o canal iniciou as suas transmissões.